# Kanton Tremblay-en-France
Der Kanton Tremblay-en-France ist seit 1967 ein französischer Wahlkreis im Arrondissement Le Raincy, im Département Seine-Saint-Denis und in der Region Île-de-France; sein Hauptort ist Tremblay-en-France.

## Gemeinden
Der Kanton besteht aus vier Gemeinden mit insgesamt 79.366 Einwohnern (Stand: 1. Januar 2022) auf einer Gesamtfläche von 35,81 km²:
| Gemeinde                  | Einwohner 1. Januar 2022 | Fläche km² | Dichte Einw./km² | Code INSEE | Postleitzahl |
| ------------------------- | ------------------------ | ---------- | ---------------- | ---------- | ------------ |
| Coubron                   | 5.156                    | 4,14       | 1.245            | 93015      | 93470        |
| Montfermeil               | 28.257                   | 5,45       | 5.185            | 93047      | 93370        |
| Tremblay-en-France        | 38.210                   | 22,44      | 1.703            | 93073      | 93290        |
| Vaujours                  | 7.743                    | 3,78       | 2.048            | 93074      | 93410        |
| Kanton Tremblay-en-France | 79.366                   | 35,81      | 2.216            | 9320       | –            |

Bis zur Neuordnung bestand der Kanton Tremblay-en-France aus der Gemeinde Tremblay-en-France. Sein Zuschnitt entsprach einer Fläche von 22,44 km2.

## Bevölkerungsentwicklung
| 1962   | 1968   | 1975   | 1982   | 1990   | 1999   | 2006   |
| ------ | ------ | ------ | ------ | ------ | ------ | ------ |
| 13 788 | 18 482 | 26 846 | 29 644 | 31 385 | 33 885 | 35 340 |